# Дистимія
Дистимі́я (грец. δυσθυμία, трансліт. dusthūmíā, дос. «меланхолія») або субдепресія — хронічний, стійкий розлад настрою, з депресивним спектром. Термін приписують Джеймсу Кочісу в 1970-х роках. На дистимічний розлад хворіють від 3 % до 6 % людей у суспільстві та від 22 % до 36 % амбулаторних пацієнтів у закладах охорони психічного здоров'я. Нечисленні дослідження РД свідчать про його поширеність від 0,6 % до 1,7 % у дітей та від 1,6 % до 8,0 % у підлітків.

## Визначення
Дистимія (або дистимічний розлад) вважається ослабленою і хронічною формою депресії. Термін було введено в DSM-III у 1980 році. Раніше ці розлади іноді розглядалися як розлади настрою, іноді як розлади особистості: наприклад, їх називали «депресивним неврозом». Деякі невротичні розлади, такі як неврастенія або психастенія, також можуть бути пов'язані з ними.
Дистимія може бути пов'язана зі структурою, яка не сприяє позитивному розвитку дитини: насильство, інцест, війна, сильна емоційна депривація, надмірна сором'язливість. Дитина схильна вважати ці події нормальними й в кінцевому підсумку тривіалізує їх та інтегрує у свою психологічну структуру. Якщо дитину або дорослого не лікувати, ризик деструкції, саморуйнування або самогубства є дуже високим. Люди, які хворіють на дистимію, можуть розпізнати тривожні ознаки, такі як сильне почуття смутку, зневіри, дуже песимістичний погляд на майбутнє, ізоляція тощо. Дітям рекомендується, наскільки це можливо, отримувати освітню допомогу, чисте середовище, місце для самовираження, тривалі періоди дозвілля, моральну підтримку, шкільний нагляд і терапевтичне спостереження. Для дорослих медичне спостереження є абсолютно необхідним: антидепресанти останнього покоління і снодійні препарати настійно рекомендуються в кризові періоди, так само як і тиморегулятори другого покоління.
Суворий спосіб життя, тривала терапія, реальне навчання здоровим соціальним стосункам, спрямоване на підвищення самооцінки, а також азбука позитивного мислення — все це необхідно для того, щоб навчитися жити зі старими травмами та недоліками. Для дитини або дорослого з дистимією життєво важливо усвідомити травми та їх реальний вплив на його життя, оскільки дистимік схильний мінімізувати або навіть ігнорувати травми та ступінь їх впливу на його психологічну структуру. Вони схильні думати, що ця перехідна структура є вродженою і остаточною, і не уявляють, що вона може мати якесь інше походження, окрім їхньої власної особистості.
Дистимія — це лише стан, який є наслідком частково дистресового дитинства, і не може вважатися внутрішнім аспектом особистості. Усвідомлення травми (травм) дозволяє дистиміку реінтегруватися і реінвестувати всю свою психіку. З усім тим, пацієнт може залишатися схильним до дистимії до тих пір, поки не відбудеться реальної консолідації через процес відкриття і реконструкції тієї частини психіки, яка страждає. Відкриття може бути частковим або повним протягом періоду реконструкції. Хронологія не є ознакою зцілення. Однак преамбулу до одужання можна спостерігати, коли пацієнт вживає заходів для консолідації. Рецидиви можливі, але менш небезпечні, враховуючи, що пацієнт піклується про себе і має бажання зрозуміти часткову психічну структуру, яка ампутує і забирає його справжню особистість.

## Симптоми
Симптоми дистимії схожі на симптоми великої депресії, хоча вони, як правило, менш інтенсивні. В обох випадках людина може бути похмурою або дратівливою, втрачати інтерес до занять, які більшість людей вважають веселими, відчувати брак енергії або постійну втому. Апетит і вага можуть збільшуватися або зменшуватися. Людина може проспати або мати проблеми зі сном. Їй може бути важко зосередитися. Людина може бути нерішучою, песимістичною та мати низьку самооцінку. Симптоми можуть посилюватися і призвести до періоду глибокої депресії. Це іноді називають «подвійною депресією», оскільки період інтенсивної депресії накладається на загальне відчуття поганого настрою. Люди з дистимією мають вищий за середній ризик розвитку великої депресії. У той час як велика депресія часто виникає епізодично, дистимія є більш постійною і тривалою, іноді починається з дитинства, внаслідок чого людина, хвора на дистимію, схильна вважати, що депресія є частиною її особистості. Людина з дистимією може навіть не думати про те, щоб розповісти про свій стан лікарю, членам сім'ї або друзям. Дистимія, як і велика депресія, як правило, передається в сім'ях. Вона в два-три рази частіше зустрічається у жінок, ніж у чоловіків. Деякі люди з дистимією пережили велику втрату в дитинстві, наприклад, смерть одного з батьків. Інші повідомляють, що перебувають у стані хронічного стресу. Часто важко визначити, чи люди, хворі на дистимію, відчувають більше стресу, ніж інші люди, чи це дистимія змушує їх сприймати більше стресу, ніж інші люди.
Крім цього, розлад супроводжується такими симптомами:
- пригніченим станом, почуттям власної непотрібності;
- страхом, відчуттям безнадійності та безвиході;
- високою фізичною стомлюваністю, відсутністю життєвих сил;
- розладами харчової поведінки (відсутністю апетиту або його аномальним підвищенням);
- впевненістю людини, що вона нічого не досягла у житті;
- соціальна відгородженість, замкненість, вторинна депривація;
- повільністю в психічному та фізичному плані.

Якщо своєчасно не розпочати лікування дистимії, вона викликає розвиток комплексу неповноцінності та провини. Порушення харчування призводить до проблем з органами шлунково-кишкового тракту, також часто виникають головні болі, біль у м'язах та суглобах, задишка, сльозотеча. Хронічна соматична дистимія призводить до виникнення нав'язливих думок про хворобу та смерть.

### Діагностичні критерії (DSM-IV)
Згідно з критеріями Діагностичного і статистичного посібника з психічних розладів, діагноз дистимії можна поставити, якщо пригнічений настрій присутній практично весь день, частіше одного дня з двох протягом не менше двох років (без перерви понад два місяці) з наявністю хоча б двох з цих симптомів.
1. Дорослий пацієнт цілими днями й протягом двох років або більше повідомляє про те, що він пригнічений, або здається пригніченим людям, які його оточують.
2. При депресії у пацієнта може бути:
  1. Сильний або слабкий апетит
  2. Довгий або короткий сон (гіперсомнія або безсоння)
  3. Втома або низький рівень енергії
  4. Низька самооцінка
  5. Труднощі з концентрацією уваги або прийняттям рішень
  6. Почуття непотрібності або песимізм
3. Протягом цього дворічного періоду вищевказані симптоми ніколи не були відсутні більше двох місяців поспіль.
4. Протягом перших двох років цього синдрому пацієнтка не страждала на велику клінічну депресію.
5. У пацієнта не було епізодів манії, гіпоманії або обох.
6. Пацієнт не відповідає критеріям циклотимічного розладу.
7. Депресія не є частиною хронічного психозу (наприклад, шизофренії або маревного розладу).
8. Симптоми не викликані безпосередньо психічним захворюванням або речовиною, включаючи наркотики та інші медикаменти.
9. Симптоми можуть бути пов'язані з соціальними, шкільними або іншими життєвими проблемами.

## Лікування
Залежно від тяжкості проблем, лікування складається з :
- тривалого прийому амісульприду (який є антидепресантом лише в низьких дозах)6,
- тривалого прийому інших антидепресантів (які можуть бути призначені на тривалий час)
- анксіолітики (на короткі періоди),
- регулятори настрою (тиморегулятори),
- психотерапія.